# Doliops um
Doliops um es una especie de escarabajo del género Doliops, familia Cerambycidae. Fue descrita científicamente por Barševskis en 2018.
Habita en Filipinas. Los machos y las hembras miden aproximadamente 12,5 mm. El período de vuelo de esta especie ocurre en el mes de octubre.